# Victor Peter
Charles Victor Peter, né à Paris, 21 rue de La-Tour-d'Auvergne, le 20 décembre 1840 et mort à Paris, 192 rue de Vaugirard, le 29 mars 1918, est un sculpteur et médailleur français,.

## Biographie
Victor Peter commence sa carrière dans l'atelier du sculpteur François Théodore Devaulx, puis il travaille comme praticien pour Alexandre Falguière dont il devient un ami. Il  pratique également pour Jules Dalou, Antonin Mercié et Auguste Rodin. En 1901, il est nommé professeur à l'École des beaux-arts de Paris.
Il débute au Salon des artistes français en 1873. Il remporte une médaille de troisième classe en 1879, une médaille de bronze à l’Exposition universelle de 1889, une médaille de deuxième classe en 1898, une médaille d’or à l’Exposition universelle de 1900. Il réalise de nombreux modèles de médailles, des portraits et des sujets animaliers dans lesquels il se spécialise ; il a possédé un ours et un jeune lion. Il excelle dans la représentation naturaliste d'animaux en petits bas-reliefs, et puise son inspiration des Fables de La Fontaine.
Il est l'auteur d'une série de portraits en médaillons d'artistes contemporains, dont Alexandre Falguière, Agathon Léonard, Léon Lhermitte, Jules Dalou, Auguste Rodin, Pierre Puvis de Chavannes ou Jean-Jacques Henner.

## Œuvres dans les collections publiques
États-Unis
- New York, Metropolitan Museum of Art :
  - Alexandre Falguière, 1896, médaille en bronze ;
  - Portrait d'Auguste Rodin, vers 1900, bas-relief en marbre ;
  - Léon Bonnat, 1913, médaille en bronze.

France
- Belfort :
  - chambre interdépartementale d'Agriculture : Jeunes ours jouant, dit aussi Les Oursons, vers 1901, groupe en marbre gris. Le plâtre est exposé au Salon de 1900[6].
  - musée des Beaux-Arts : Euterpe, statuette en marbre.
- Lille, palais des Beaux-Arts : plaquettes à sujet animalier.
- Paris :
  - square Saint-Lambert : Les Oursons, groupe en bronze[6].
  - Palais de la Découverte : La Science en marche en dépit de l'Ignorance, 1900, groupe en bronze à l'entrée du palais[7].
  - place de Breteuil : Monument à Pasteur, 1908, groupe en marbre, commencé par Alexandre Falguière, achevé par Victor Peter et Louis Dubois après la mort de Falguière.
- Rennes, musée des Beaux-Arts : modèles de médailles et de petites sculptures animalières[8].
- Vernon, musée Alphonse-Georges-Poulain : fonds de médailles et de sculptures[9].

Luxembourg 
- Luxembourg, place Guillaume II : Monument à Guillaume II, 1884, statue équestre en bronze, en collaboration avec Antonin Mercié, Victor Peter est l'auteur du cheval.

Œuvres de Victor Peter
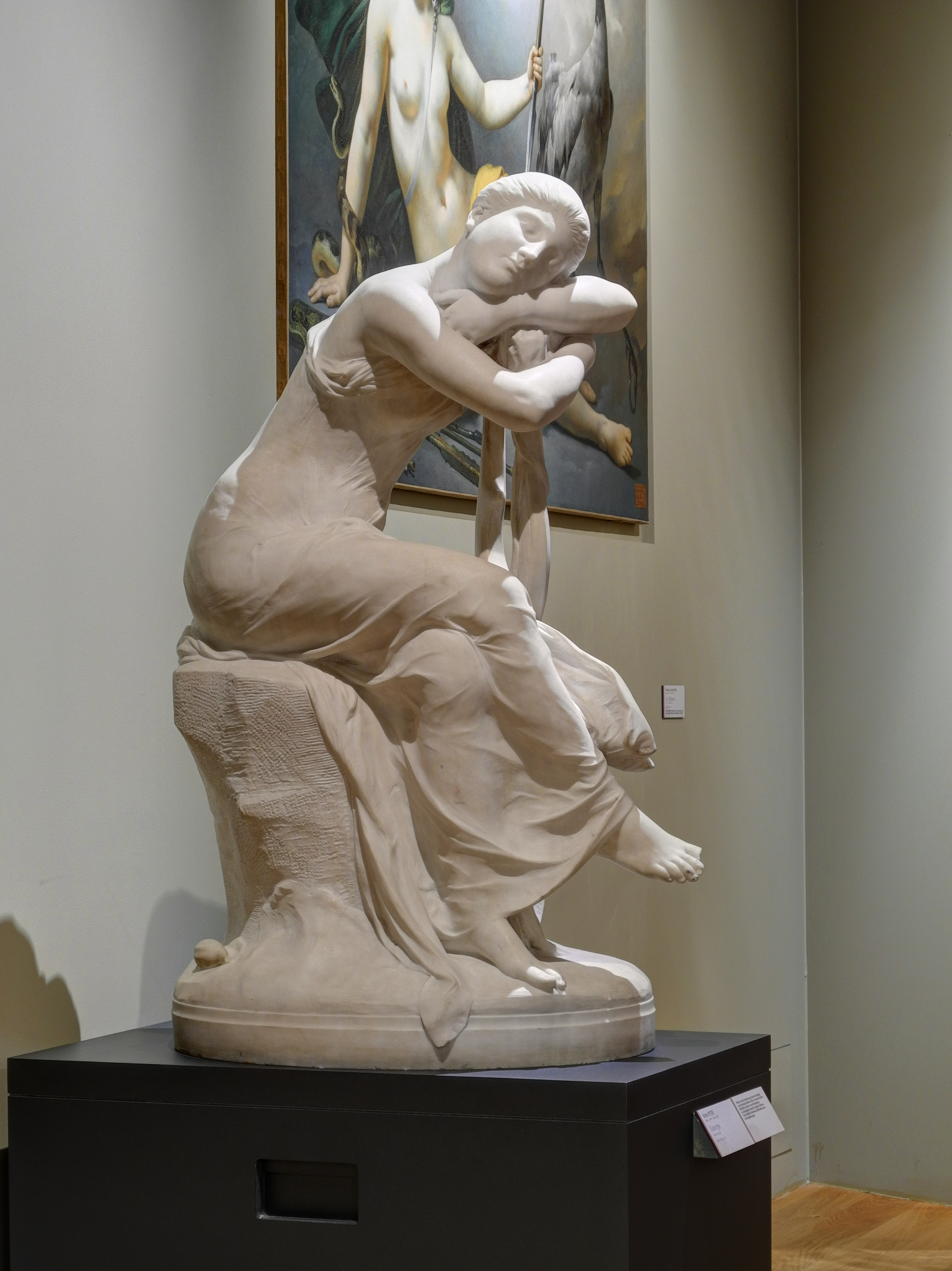
Euterpe, marbre, musée des Beaux-Arts de Belfort.
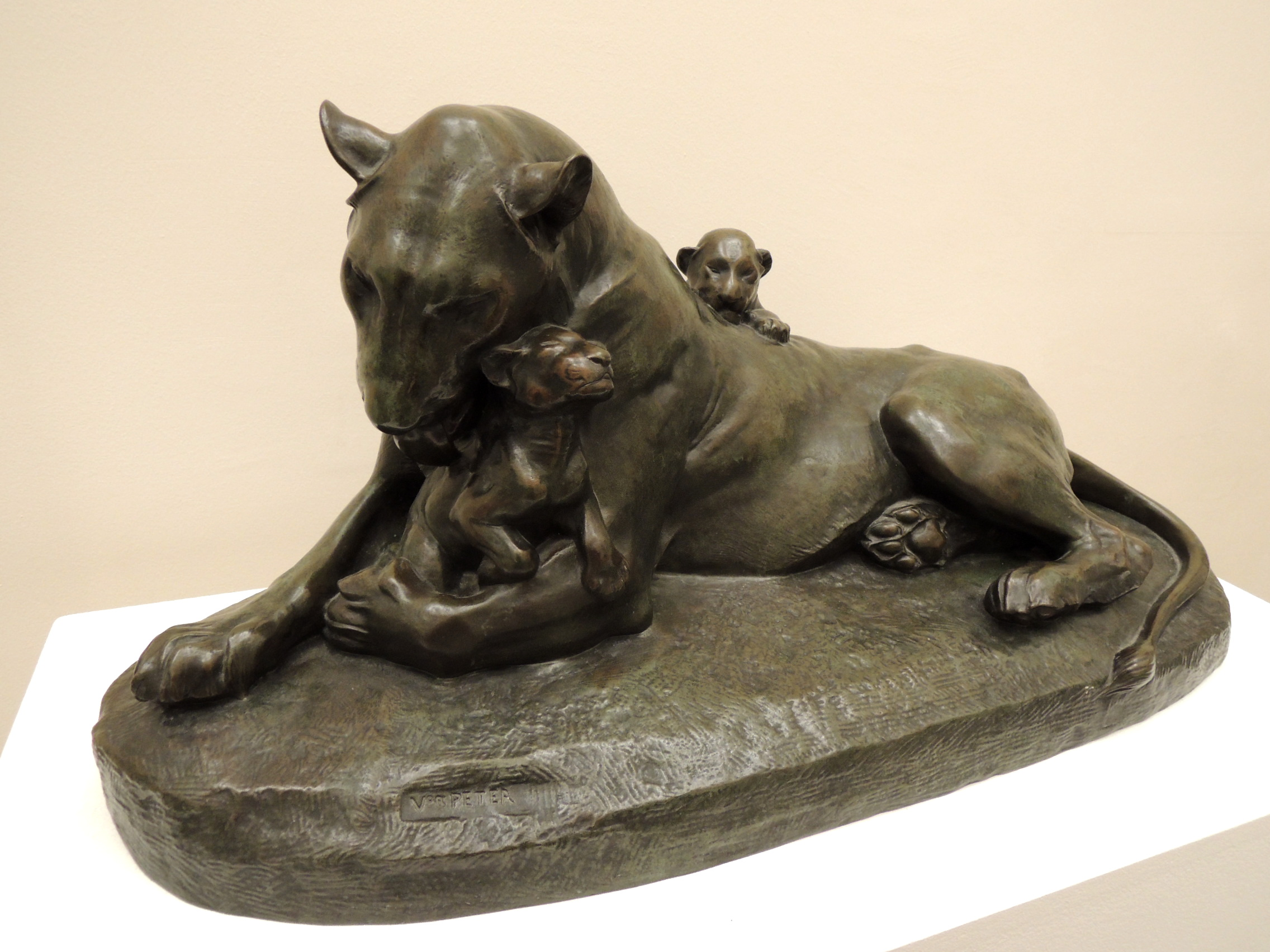
Lionne et lionceaux (vers 1890), bronze, musée des Beaux-Arts de Rennes.
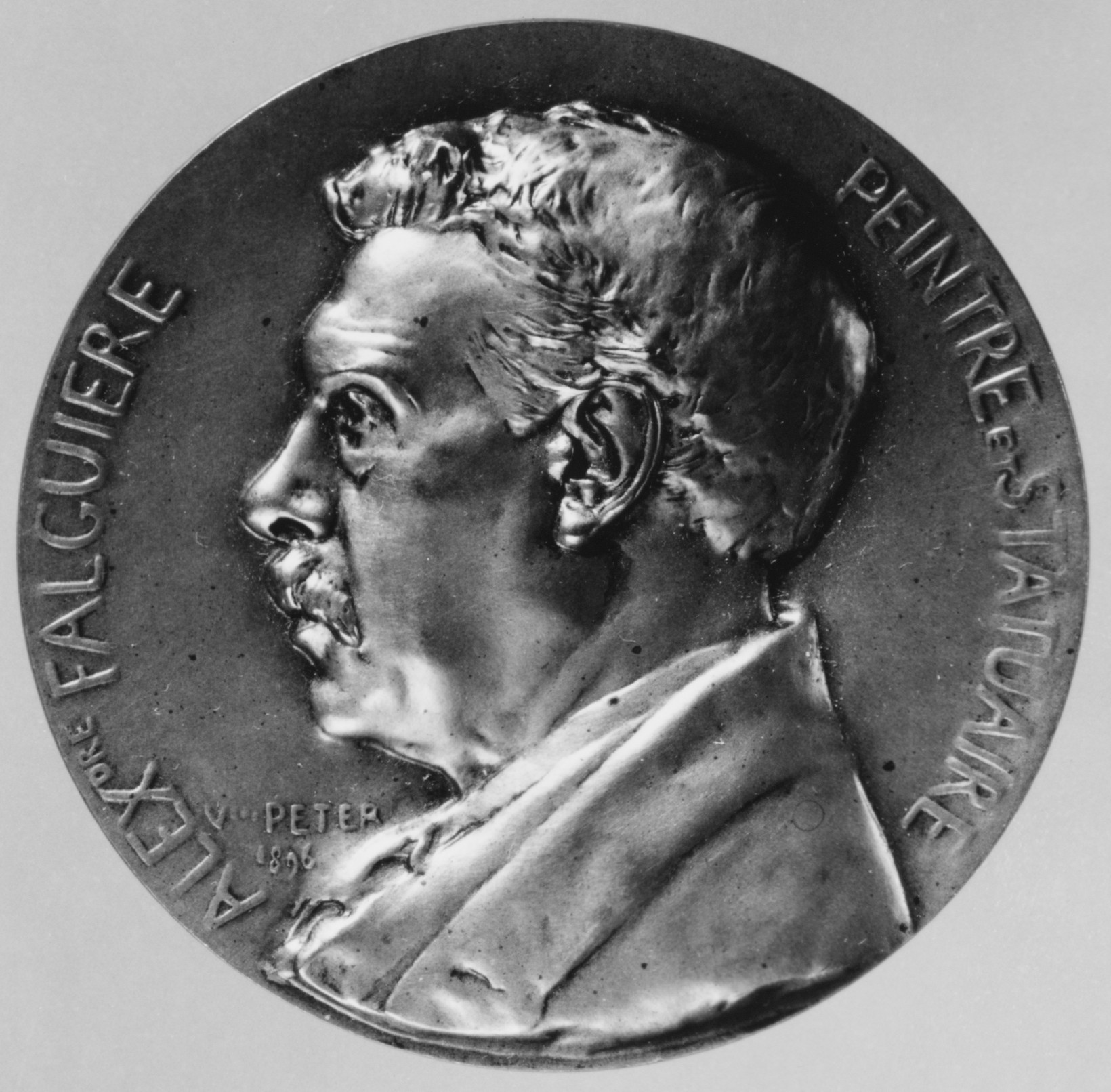
Alexandre Falguière (1896), bronze, New York, Metropolitan Museum of Art.
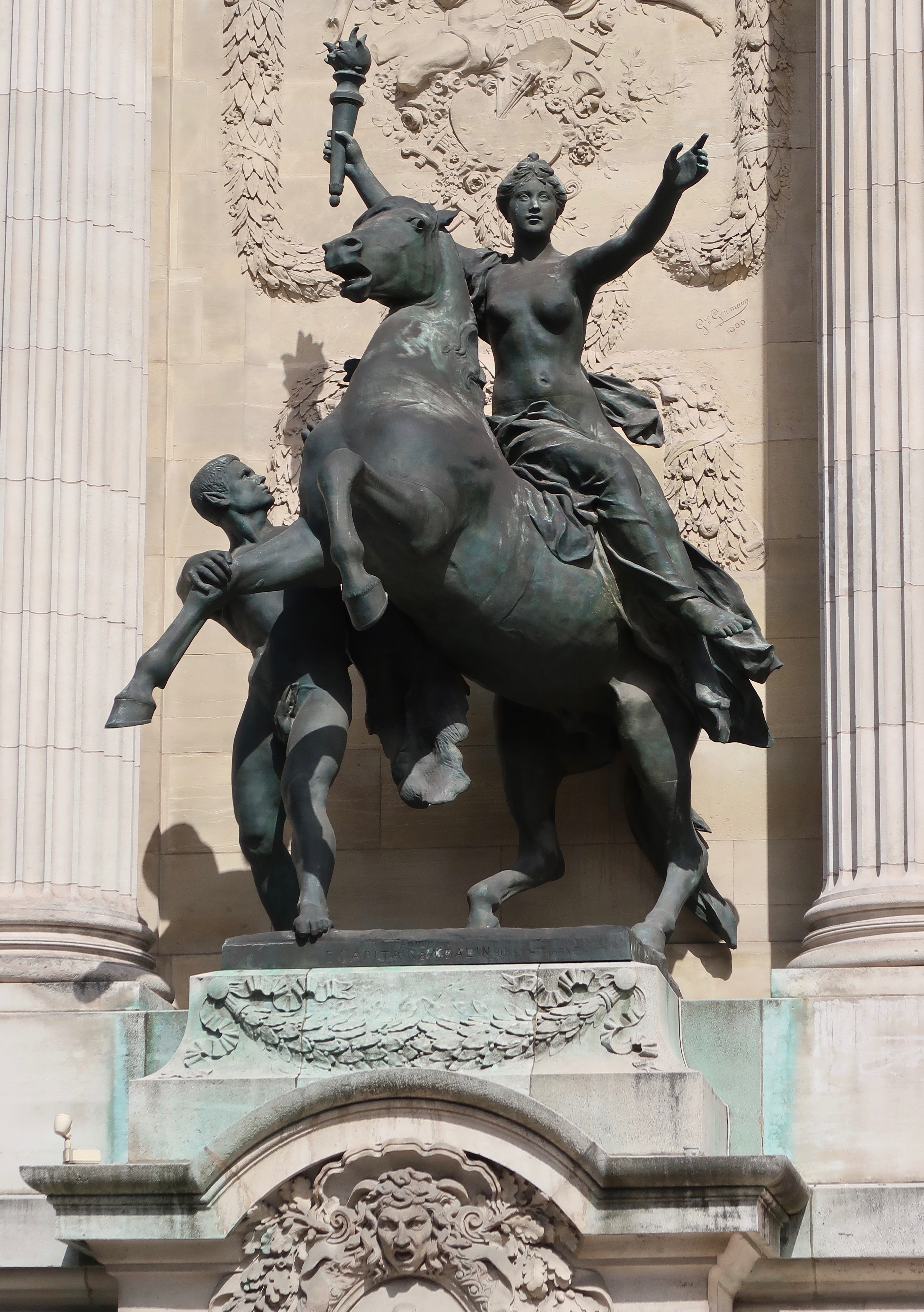
La Science en marche en dépit de l'Ignorance (1900), bronze, Paris, Palais de la Découverte.
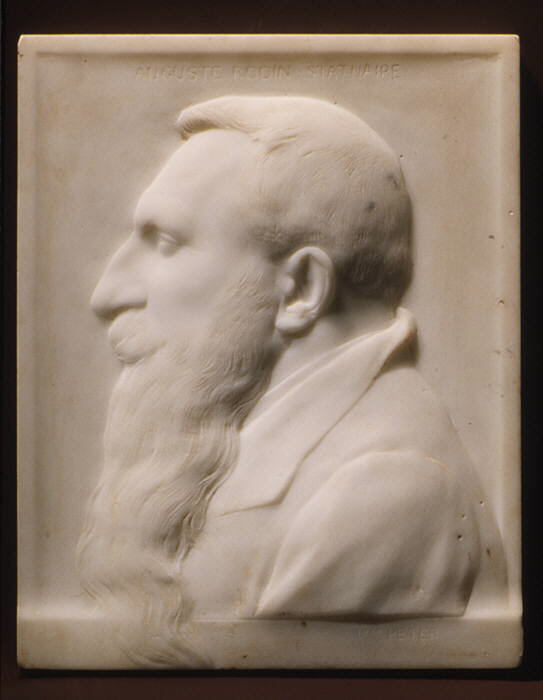
Portrait d'Auguste Rodin (vers 1900), marbre, New York, Metropolitan Museum of Art.
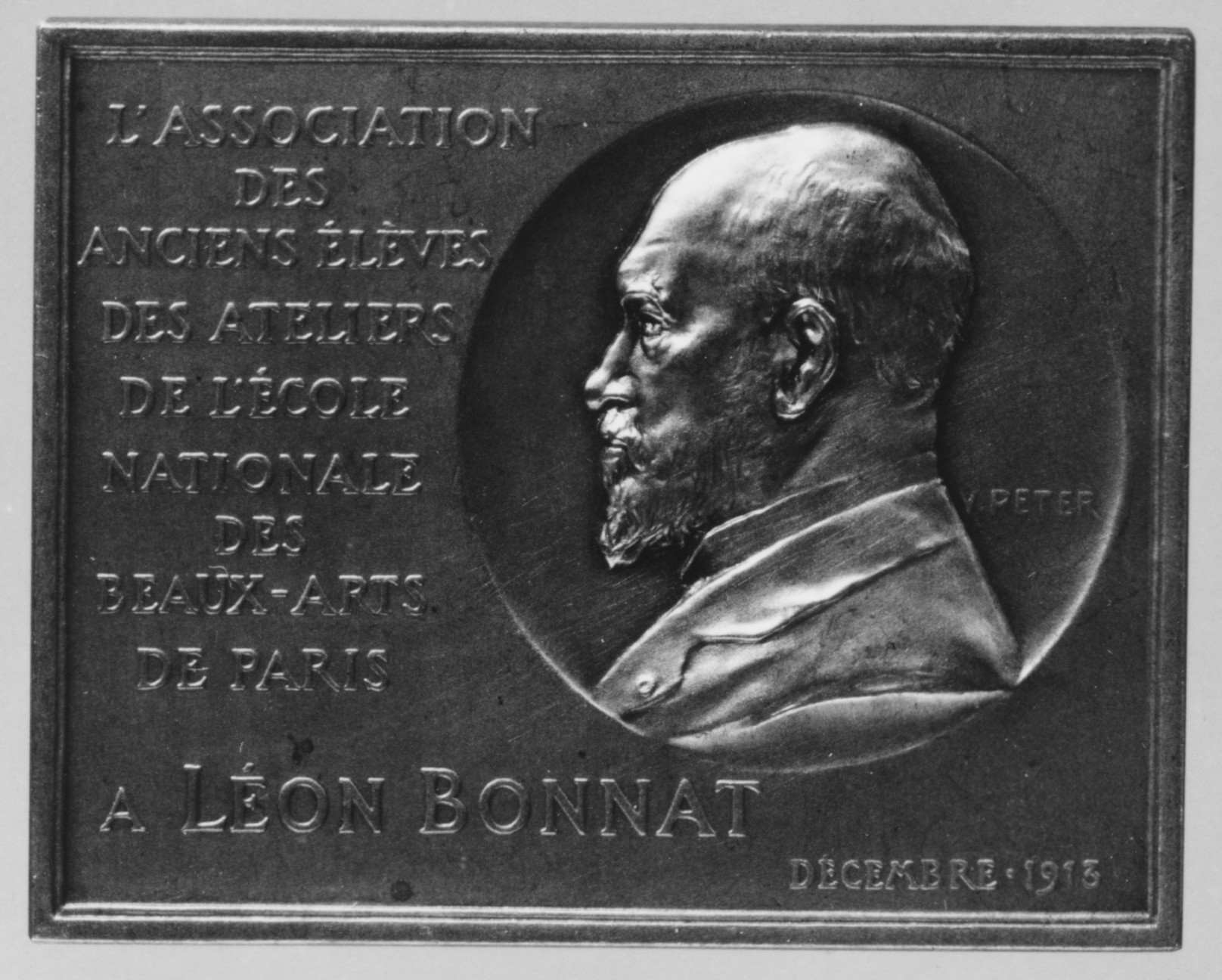
Léon Bonnat (1913), bronze, New York, Metropolitan Museum of Art.
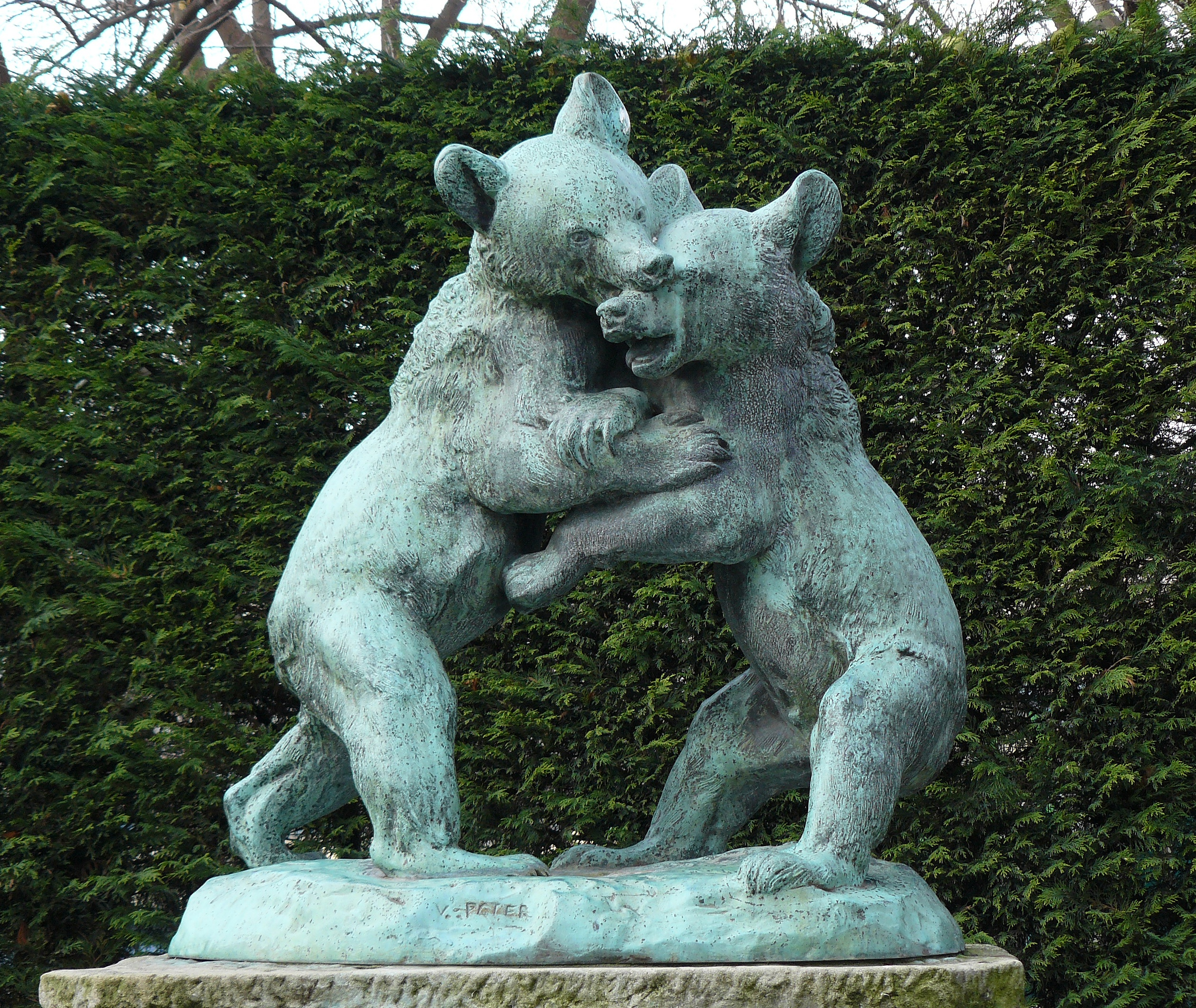
Les Oursons (1928), bronze, Paris, square Saint-Lambert.
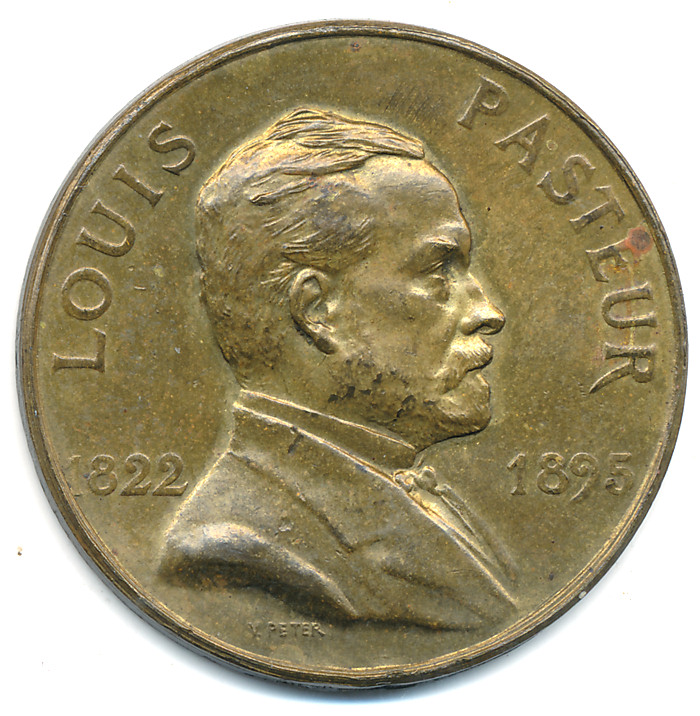
Monnaie de 1/10e d'Europa, portrait de Louis Pasteur (1928), bronze, 32 mm.

## Travaux en tant que praticien
- Pour Alexandre Falguière : figures animalières pour la fontaine-réservoir Sainte-Marie à Rouen[réf. nécessaire].
- Pour Auguste Rodin :
  - La Pensée, ou Tête de femme, ou Contemplation, entre 1893 et 1895, marbre, Paris, musée d'Orsay[10] ;
  - L'Hiver, 1890, marbre, Paris, musée d'Orsay[11] ;
  - Les Bénédictions, ou L'Envolée, ou Les Victoires, ou Les Gloires, 1896 ou 1911, groupe en marbre, Paris, musée Rodin[12] ;
  - La Centauresse, ou L'Âme et le corps, entre 1901 et 1904, marbre, Paris, musée Rodin[13] ;
  - Le Lion qui pleure, après 1903, statuette en marbre, Paris, musée Rodin[14] ;
  - Bernard Shaw, 1907, buste en marbre, Paris, musée Rodin[15] ;
  - Pan et nymphe, ou Satyre et faunesse, 1910, groupe en marbre, Paris, musée Rodin[16] ;
  - La Duchesse de Choiseul, 1911, buste en marbre, Paris, musée Rodin[17] ;
  - Femme-poisson, 1917, marbre, Paris, musée Rodin[18].